# 明安 (康里)
明安（13世纪—1303年），元朝将领，康里人。
元世祖至元十三年（1276年），领贵赤军，扈从出入。至元二十年（1283年），擢升为怀远大将军、中卫亲军都指挥使。至元二十一年（1284年），立贵赤军都指挥使司，为本卫达鲁花赤。率领贵赤军北征。不久奉命领蒙古军八千在别失八剌哈思，大败海都军。至元二十六年（1289年）冬，率军追击别乞怜叛军，五战五胜。在杭海击败阔阔台等乱军。次年秋，率军在汪吉昔博赤追击四处劫掠牛马畜牧的布四麻、当先别乞失等军。因功升为定远大将军，贵赤亲军都指挥使司达鲁花赤。后参与镇压别失八剌哈孙、忽兰兀孙（今新疆沙湾市）等地的农民起义。元成宗大德二年（1298年）率兵北征海都，大德七年（1303年），死于军中。其子帖哥台、孛兰奚。

## 延伸阅读
[在维基数据编辑]
 《元史/卷135》，出自宋濂《元史》
 《新元史/卷178》，出自柯劭忞《新元史》